# إرديم تورتكن
إرديم تورتكن (بالتركية: Erdem Türetken)‏ مواليد 5 أبريل 1979 في أماصيا، تركيا، هو لاعب كرة سلة تركي. بدأ مسيرته الاحترافية في سنة 2001. يبلغ طوله 6 قدم 6 بوصة (2.0 م).

## المسيرة الاحترافية
لعب مع نادي داروشافاكا لكرة السلة من سنة 2002 إلى 2005، ثم لعب مع بشكتاش لكرة السلة في الدوري التركي في موسم 2005–2006، ثم لعب مع غلطة سراي لكرة السلة من سنة 2007 إلى 2009، ثم لعب مع توركو كونياسبور في الدوري التركي في موسم 2011–2012، ثم لعب مع طرابزون سبور لكرة السلة في موسم 2012–2013.

## روابط خارجية
- إرديم تورتكن على موقع الدوري الأوروبي لكرة السلة (الإنجليزية)
- إرديم تورتكن على موقع كرة السلة الأوروبية.كوم (الإنجليزية)
- إرديم تورتكن على موقع ريلجم (الإنجليزية)
- إرديم تورتكن على موقع بروبوليرز (الإنجليزية)
- إرديم تورتكن على موقع سبورتس رفرنس (الإنجليزية)